# Rio Miranda
Rio Miranda är ett vattendrag i Brasilien.   Det ligger i delstaten Mato Grosso do Sul, i den södra delen av landet, 1 100 km väster om huvudstaden Brasília.
I omgivningarna runt Rio Miranda växer i huvudsak lövfällande lövskog. Trakten runt Rio Miranda är nära nog obefolkad, med mindre än två invånare per kvadratkilometer.